# Wobble board
Wobble board (wobbleboard) – australijski instrument muzyczny, idiofon, wynaleziony przez Rolfa Harrisa na początku lat 60. XX wieku i grany na jego novelty song „Tie Me Kangaroo Down, Sport”.

## Opis konstrukcji
Cały instrument składa się z jednego kawałka stosunkowo sztywnego, ale poddającemu się zginaniu materiału w rodzaju płyty pilśniowej trzymanego w dwóch rękach. Na brzegach deski, które są trzymane w rękach, sugerowane jest aby zrobić niewielkie wcięcia o szerokości dłoni i głębokości około pięciu milimetrów ułatwiające trzymanie instrumentu. Pierwszy wobble board zrobiony był z odmiany płyty pilśniowej znanej jako Swedish hardboard o grubości 3 mm. Wobble board jest grany trzymając go mocno w dwóch dłoniach i nadając mu ruch falowy poprzez równomierne potrząsanie nim. Różne rozmiary deski tworzą różne tony dźwięku określanego jako „chlupiącego” (bubbling).

## Historia
Według wynalazcy instrumentu, Rolfa Harrisa, wobble board powstał przypadkowo. Podniósł on namalowany przez siebie obraz, który oparł o grzejnik aby szybciej wysuszyć farbę, i wachlując obrazem aby schłodzić przegrzaną farbę na jego powierzchni zauważył, że wydaje on charakterystyczny dźwięk.
Instrument był grany przez Harrisa w jego piosence „Tie Me Kangaroo Down, Sport” z 1960 i 1963.
W latach 60. wobble board był produkowany komercyjnie w Australii przez firmę Masonite.  Reklamowano go jako „nowy instrument rytmiczny”, ale nie zdobył on znacznej popularności, był trudny do opanowania.
Jeden z wobble boardów Harrisa był wystawiany na pokaz National Museum of Australia, w 2013 wobble board i inne obiekty związane z Harrisem zostały usunięte z Muzeum po skazaniu go za przestępstwa seksualne.